# Vermont
Vermont (/vərˈmɒnt, vɜːr/ ⓘ) là một tiểu bang ở vùng New England của Hoa Kỳ. Tiểu bang này giáp với các bang Massachusetts ở phía nam, New Hampshire về phía đông, và New York về phía tây, và tỉnh Quebec của Canada về phía bắc. Vermont là tiểu bang duy nhất ở New England không giáp với Đại Tây Dương. Vermont là tiểu bang có dân số ít thứ hai của Hoa Kỳ và nhỏ thứ sáu về diện tích trong số 50 tiểu bang của Hoa Kỳ với dân số được ghi nhận là 643.503 người theo điều tra dân số Hoa Kỳ năm 2020 .  Thủ phủ của bang là Montpelier, thủ phủ của bang có ít dân nhất ở Hoa Kỳ. Thành phố đông dân nhất, Burlington, là thành phố ít dân nhất mà là thành phố đông dân nhất trong một tiểu bang.
Trong khoảng 12.000 năm, người dân bản địa đã sinh sống tại khu vực này. Các bộ lạc cạnh tranh trong lịch sử của người Algonquin nói tiếng Abenaki và Mohawk nói tiếng Iroquois đã sinh sống trong khu vực này vào thời điểm chạm trán với người da trắng châu Âu. Trong thế kỷ 17, thực dân Pháp tuyên bố lãnh thổ này là một phần của thuộc địa Tân Pháp của Vương quốc Pháp. Sau khi Vương quốc Anh bắt đầu thành lập các thuộc địa ở phía nam dọc theo bờ biển Đại Tây Dương, hai quốc gia này cạnh tranh với nhau ở Bắc Mỹ cùng với châu Âu. Sau khi bị đánh bại vào năm 1763 trong Chiến tranh Bảy năm, Pháp đã nhượng lại lãnh thổ của mình ở phía đông sông Mississippi cho Vương quốc Anh.
Mười ba Thuộc địa của Anh gần đó, đặc biệt là các tỉnh New Hampshire và New York, tranh chấp phạm vi của khu vực được gọi là New Hampshire Grants ở phía tây của sông Connecticut, bao gồm Vermont ngày nay. Chính quyền tỉnh New York đã bán các giấy cấp đất cho những người định cư trong khu vực, điều này mâu thuẫn với các khoản tài trợ trước đó của chính phủ New Hampshire. Lực lượng dân quân Green Mountain Boys bảo vệ quyền lợi của những người định cư được cấp đất ở New Hampshire chống lại những người định cư mới đến với quyền sở hữu đất do New York cấp. Cuối cùng, một nhóm người định cư được cấp đất đai ở New Hampshire đã thành lập Cộng hòa Vermont vào năm 1777 với tư cách là một quốc gia độc lập trong Chiến tranh Cách mạng Hoa Kỳ. Cộng hòa Vermont đã bãi bỏ chế độ nô lệ trước bất kỳ bang nào khác tại Hoa Kỳ.
Vermont được cho phép nhập vào Hoa Kỳ mới thành lập với tư cách là tiểu bang thứ mười bốn vào năm 1791. Trong suốt giữa thế kỷ 19, Vermont là một nguồn ủng hộ chủ nghĩa bãi nô, mặc dù nó cũng gắn liền với King Cotton thông qua sự phát triển của các nhà máy dệt trong khu vực, vốn dựa vào bông phía Nam. Nó đã cử một đội ngũ binh lính đáng kể tham gia vào cuộc Nội chiến Hoa Kỳ.
Vị trí địa lý của bang này được xác định bởi Dãy núi Green, chạy theo hướng bắc - nam ở giữa bang, ngăn cách Hồ Champlain và các địa hình thung lũng khác ở phía tây với thung lũng sông Connecticut, nơi xác định phần lớn biên giới phía đông của bang. Phần lớn địa hình của nó là rừng với các loại cây gỗ cứng và cây lá kim, và phần lớn đất trống của nó được dành cho nông nghiệp. Khí hậu của bang được đặc trưng bởi mùa hè ấm áp, ẩm ướt và mùa đông lạnh giá, có tuyết.
Hoạt động kinh tế 34 tỷ đô la của Vermont vào năm 2018 xếp thứ 52 trong danh sách các tiểu bang và vùng lãnh thổ của Hoa Kỳ theo GDP (GDP mọi tiểu bang, kể cả Washington, DC và Puerto Rico đều lớn hơn tiểu bang này), nhưng đứng thứ 34 về GDP bình quân đầu người. Năm 2000, cơ quan lập pháp Vermont là cơ quan tiểu bang Mỹ đầu tiên công nhận kết hợp dân sự cho các cặp đồng tính.
Đây là nơi sinh của các Tổng thống Chester A. Arthur (tại Fairfield) và Calvin Coolidge (tại Plymouth Notch).

## Từ nguyên
Samuel de Champlain đã tuyên bố chủ quyền khu vực xung quanh hồ Champlain ngày nay, đặt tên là Verd Mont (Núi Xanh) cho khu vực mà ông tìm thấy trên bản đồ năm 1647. Bằng chứng cho thấy rằng tên này đã được những người định cư người Anh sử dụng, trước khi nó được chuyển thành "Vermont", vào khoảng 1760. Năm 1777, Thomas Young đã giới thiệu tên này trong văn bản gửi cư dân với nội dung "Gửi những cư dân của Vermont, một quốc gia tự do và độc lập".

## Lịch sử

### Người bản địa châu Mỹ
Từ năm 8500 đến năm 7000 TCN, vào thời điểm có biển Champlain, người Mỹ bản địa đã sinh sống và săn bắn ở Vermont ngày nay. Trong thời kỳ cổ đại, từ thiên niên kỷ thứ 8 TCN đến 1000 TCN, người Mỹ bản địa di cư quanh năm. Trong suốt thời kỳ Woodland, từ năm 1000 TCN đến năm 1600, họ thành lập các làng và mạng lưới thương mại, đồng thời phát triển công nghệ gốm sứ và cung tên. Dân số của họ vào năm 1500 CN được ước tính là khoảng 10.000 người.
Trong thời thuộc địa, với việc thực dân Pháp chạm trán người bản địa và định cư tại đây, lãnh thổ bang này chủ yếu thuộc về một bộ lạc Abenaki được gọi là Sokoki, hoặc Missisquois. Phần phía đông của bang cũng có thể do các dân tộc Androscoggin và Pennacook chiếm giữ.
Về phía tây, người Missisquois cạnh tranh với Iroquoian Mohawk, vốn tập trung tại thung lũng Mohawk nhưng có lãnh thổ rộng lớn, và các dân tộc Algonquin Mohican. Nhiều bộ lạc sau đó đã thành lập Liên minh Wabanaki trong Chiến tranh của Vua Philip.Thực dân Anh đã đánh bại và làm phân tán hầu hết các bộ lạc Abenaki còn sống sót.

### Thời thực dân

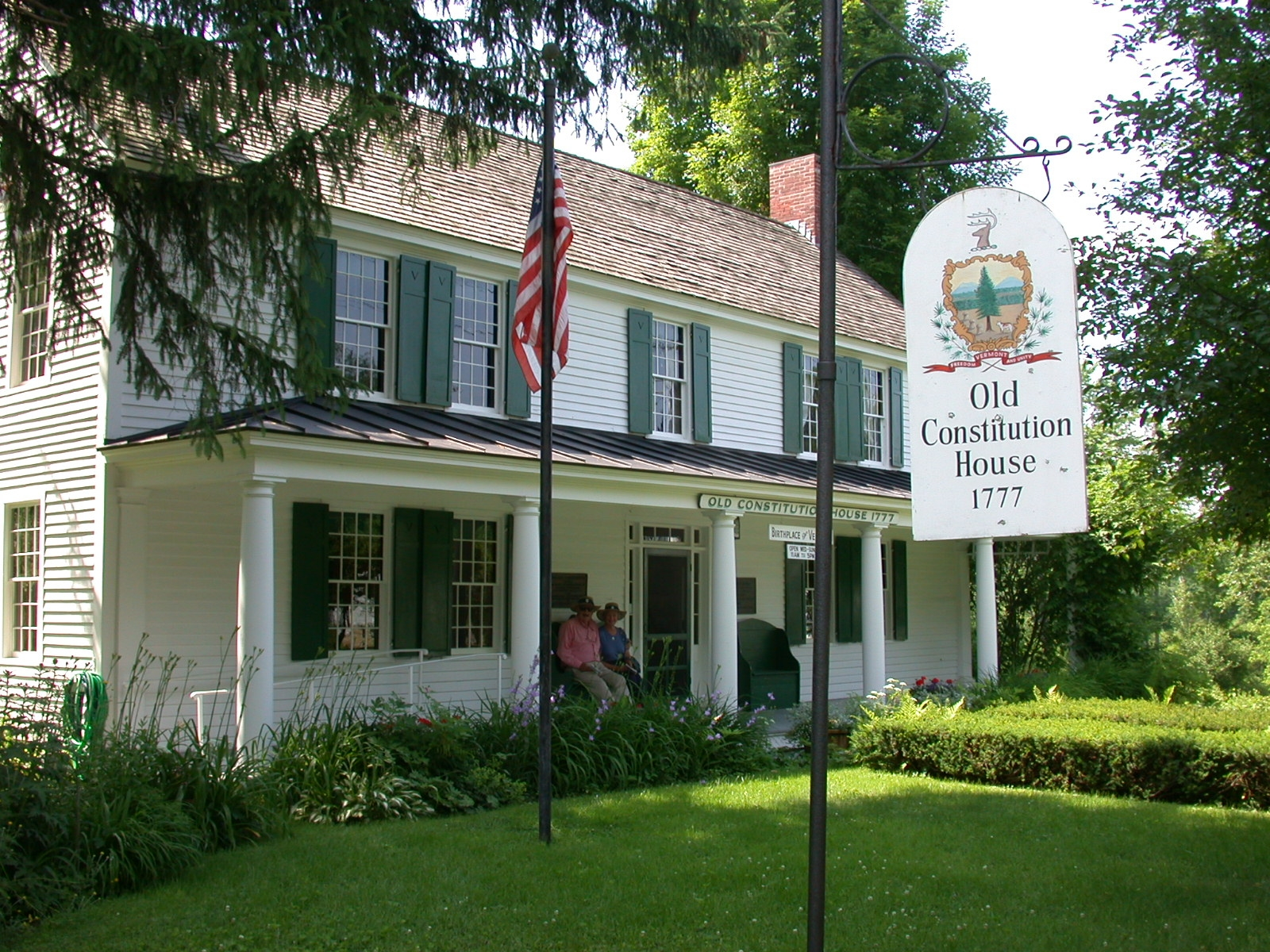
Nhà Hiến pháp Cũ tại Windsor, nơi Hiến pháp Vermont được thông qua vào ngày 8 tháng 7 năm 1777

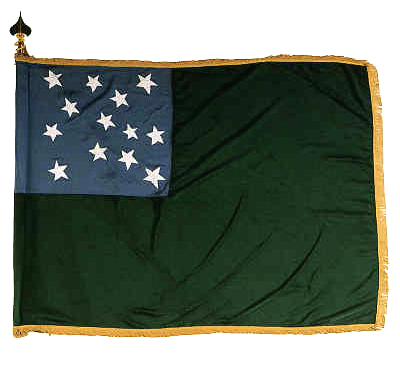
Một lá cờ được Green Mountain Boys sử dụng khoảng năm 1775

Người châu Âu đầu tiên đến Vermont được cho là nhà thám hiểm người Pháp Jacques Cartier vào năm 1535. Vào ngày 30 tháng 7 năm 1609, nhà thám hiểm người Pháp Samuel de Champlain đã tuyên bố lãnh thổ này là một phần của nước Tân Pháp. Năm 1666, những người Pháp định cư đã dựng lên Pháo đài Sainte Anne trên Đảo La Motte, khu định cư đầu tiên của người châu Âu ở Vermont.
Trận động đất "dữ dội" năm 1638 ở New Hampshire tập trung ở Thung lũng St. Lawrence và được báo cáo xảy ra khắp New England. Đây là sự kiện địa chấn đầu tiên được ghi nhận ở Vermont. Năm 1690, một nhóm người Anh-Hà Lan định cư ở Albany thành lập một khu định cư và chợ trao đổi tạiChimney Point, 8 dặm (13 km) về phía tây của Addison ngày nay.  Trong Chiến tranh Dummer, khu định cư lâu dài đầu tiên của người Anh được thành lập vào năm 1724 với việc xây dựng Pháo đài Dummer . Nó được thiết kế để bảo vệ các khu định cư gần đó của Dummerston và Brattleboro.

## Địa lý
Vermont tọa lạc tại khu vực New England của Đông Bắc Mỹ và có diện tích 9614 dặm vuông (24.900 km²), khiến nó trở thành tiểu bang có diện tích lớn thứ 45. Đây là tiểu bang duy nhất không có bất kỳ tòa nhà nào cao hơn 124 feet (38 m).  Đất đai bao gồm 9.250 dặm vuông (24.000 km²) và nước bao gồm 365 dặm vuông (950 km²), khiến nó trở thành tiểu bang thứ 43 về diện tích đất đai và thứ 47 về diện tích nước. Tổng diện tích nó lớn hơn El Salvador và nhỏ hơn Haiti . Đây là tiểu bang duy nhất không giáp biển ở New England, và nó là vùng cực đông và nhỏ nhất trong tất cả các bang không giáp biển.
Các dãy núi xanh ở Vermont tạo thành một cột sống bắc-nam chạy hầu hết chiều dài của nhà nước, hơi phía tây của trung tâm của nó. Ở phía tây nam của bang nằm trên dãy núi Taconic .  Ở phía tây bắc, gần hồ Champlain , là thung lũng Champlain màu mỡ. Ở phía nam của thung lũng là hồ Bomoseen.
Bờ phía tây của sông Connecticut đánh dấu biên giới phía đông của tiểu bang với New Hampshire, mặc dù phần lớn dòng sông chảy trong lãnh thổ của New Hampshire.  41% diện tích đất của Vermont là một phần của lưu vực sông Connecticut. 
Hồ Champlain , cơ quan nước ngọt lớn thứ sáu ở Hoa Kỳ, tách Vermont khỏi New York ở phía tây bắc của tiểu bang. Từ Bắc vào Nam, Vermont có độ dài 159 dặm (256 km). Chiều rộng lớn nhất của nó, từ đông sang tây, là 89 dặm (143 km) tại biên giới Canada-Mỹ; chiều rộng hẹp nhất là 37 dặm (60 km) gần biên giới tiểu bang Massachusetts. Giá trị trung bình chiều rộng 60,5 dặm (97,4 km). Trung tâm địa lý bang là khoảng ba dặm (5 km) về phía đông của Roxbury, trong Quận Washington. Có mười lăm cửa khẩu biên giới của Hoa Kỳ ở Vermont nối với Canada.

Một số ngọn núi có đường gỗ với hệ sinh thái núi cao quanh năm tinh tế, bao gồm Núi Mansfield, ngọn núi cao nhất trong tiểu bang; Killington Peak , cao thứ hai; Camel's Hump, cao thứ ba của bang; và Núi Áp-ra-ham , đỉnh cao thứ năm.  Các khu vực ở Vermont do Dịch vụ Công viên Quốc gia quản lý bao gồm Công viên Lịch sử Quốc gia Marsh-Billings-Rockefeller (ở Woodstock ) và Đường mòn Danh lam thắng cảnh Quốc gia Appalachia . 